# Circle D-KC Estates
Circle D-KC Estates é uma Região censo-designada localizada no estado norte-americano de Texas, no Condado de Bastrop.

## Demografia
Segundo o censo norte-americano de 2010, a sua população era de 2 393 habitantes.

## Geografia
De acordo com o United States Census Bureau tem uma área de
24,1 km², dos quais 24,0 km² cobertos por terra e 0,1 km² cobertos por água.

## Localidades na vizinhança
O diagrama seguinte representa as localidades num raio de 28 km ao redor de Circle D-KC Estates.